# مارانهاو (لاعب كرة قدم مواليد 1942)
مارانهاو هو لاعب كرة قدم برازيلي في مركز الوسط، ولد في 3 يوليو 1942 في ساو باولو في البرازيل، وتوفي في 22 أغسطس 2007. لعب مع نادي فاسكو دا غاما.

## وصلات خارجية
- مارانهاو (لاعب كرة قدم مواليد 1942) على موقع الاتحاد الدولي (مؤرشف)  (الإنجليزية)